# جبل قراس
جبل قراس جبل عظيم من جبال تهامة في المملكة العربية السعودية يقع أعالي وادي ضيم في أقصى جنوب شرق مكة المكرمة ويتميز بتضاريسه الجميلة الفريدة وارتفاعه وبرودته.

## أصل التسمية
سمي جبل قراس من قارس وهو وصف البرودة لارتفاعه ووعورته وشده برودته قال الأصمعي «قراس جبل بارد وآله ما حوله من الأرض ويقال قارس أي بارد جامد». وقراس من جبال هذيل قال أبو ذؤيب يذكره.
قال أبو عبيدة الأندلسي.
| جبل قراس | قراس بالقاف والراء والسين المهملتين مأخوذ من قرس البرد وهى جبال بالسراة باردة من جبال هذيل | جبل قراس |

## عن الجبل
يعتبر جبل قراس من شواهق الجبال في منطقة جنوب شرق مكة واشتهر بجمال منظرة وتضاريسه الفريدة واعتدال جو قمته وكذلك بوجود مقارئ عسل قديمة جدا وجبل قراس من مصادر العسل قديما يقول الشاعر أبو صخر السهمي.